# Ањези (кратер)
Кратер Ањези је ударни метеорски кратер на површини планете Венере. Налази се на координатама 39,4° јужно и 37,7 источно (планетоцентрични координатни систем +Е 0-360) и са пречником од 42,4 км међу кратерима је средње величине на површини ове планете.
Кратер је име добио према италијанској математичарки, лингвисти и филозофу Марији Ањези (1718—1799), а име кратера је 1991. усвојила Међународна астрономска унија.